# Charles P. Kindleberger
Charles P. Kindleberger (Charles Poor „Charlie“ Kindleberger; * 12. Oktober 1910 in New York City, USA; † 7. Juli 2003 in Cambridge (Massachusetts), USA) war ein Nationalökonom und Wirtschaftshistoriker. Er war ein führender Experte auf dem Gebiet der internationalen Geld- und Währungsfragen. Kindleberger verfasste mehr als 30 Bücher. Sein Buch Manias, Panics, and Crashes von 1978 über die Spekulationsblase des Aktienmarktes wurde 2000 nach dem Zusammenbruch der Dotcom-Blase neu aufgelegt. Bekannt wurde er unter anderem für seine Hegemoniale Stabilitätstheorie (Hegemonic Stability Theory).

## Leben
Kindleberger wurde in New York geboren. Mit seiner Ehefrau Sarah hatte er vier Kinder: Charles P. Kindleberger III, Richard S. Kindleberger; Sarah Kindleberger und E. Randall Kindleberger. Er besuchte die Kent School in Kent (Connecticut) und absolvierte 1932 die University of Pennsylvania. Seinen Master erwarb er an der Columbia University, wo er 1937 auch promoviert wurde.
Er arbeitete für diverse US-amerikanische Institutionen, wie die Federal Reserve Bank of New York (1936–1939), die Bank für Internationalen Zahlungsausgleich in Basel (1939–1940) und im Board of Governors of the Federal Reserve System (1940–1942). Während des Zweiten Weltkriegs diente er im Office of Strategic Services.
Von 1945 bis 1947 war er kommissarischer Direktor des Office of Economic Security Policy des US-amerikanischen Außenministeriums und anschließend von 1947 bis 1948 Berater des Marshallplans (European Recovery Program). 1948 wurde er Associate Professor (später Ford International Professor of Economics) am Massachusetts Institute of Technology. 1976 trat er offiziell in den Ruhestand, führte aber seine Lehrtätigkeit noch weiter. Im Jahr 1985 stand Kindleberger der American Economic Association als gewählter Präsident vor.
Zu seinen Doktoranden gehörte unter anderem der kanadische Nobelpreisträger Robert Mundell.
Als historischer Ökonom bediente sich Kindleberger zur Beweisführung mehr deskriptiver Darstellungen und historischen Wissens als mathematischer Modelle.

## The World in Depression
Sein Buch The World in Depression 1929-1939 von 1973 (Neuauflage 1986) zeigt einen spezifischen internationalistischen Ansatz in der Analyse der Ursachen und des Wesens der Weltwirtschaftskrise. Für die besondere Länge und das Ausmaß der Krise macht er die Zögerlichkeit der Vereinigten Staaten verantwortlich, die Führungsrolle der Weltwirtschaft zu übernehmen, als Großbritannien diese nach dem Ersten Weltkrieg nicht mehr ausüben konnte. Seine Schlussfolgerung ist, dass die Weltwirtschaft zu ihrer Stabilisierung Führung (leadership) benötigt. Damit bezieht er sich, zumindest im Kontext der Zwischenkriegszeit, auf die Vereinigten Staaten.
In seinem letzten Kapitel An Explanation of the 1929 Depression beschreibt Kindleberger die fünf Verantwortlichkeiten, die die Vereinigten Staaten übernehmen müssen, um die Weltwirtschaft zu stabilisieren:
1. Aufrechterhaltung eines relativ offenen Marktes für öffentliche Güter,
2. Zurverfügungstellung von antizyklischen oder zumindest stabilen Langzeitdarlehen,
3. Überwachung eines relativ stabilen Wechselkurssystems,
4. Sicherung der Koordination der makroökonomischen Politik und
5. Übernahme der Rolle als Kreditgeber letzter Instanz durch Diskontierung oder anderweitige Zurverfügungstellung von Liquidität in einer Finanzkrise.

Welthandelsspirale

Kindleberger war gegenüber den monetaristischen Ansichten von Friedman und Schwartz über die Gründe der Depression sehr skeptisch. Er betrachtete sie als zu eng und zu dogmatisch. Samuelsons Interpretation lehnte er als zufällig ab. The World in Depression wurde von John Kenneth Galbraith als das beste Buch zu diesem Thema gelobt.
In der Zeit von 1929 bis 1933 sank der Welthandel auf ein Drittel des ursprünglichen Niveaus. Die Kindleberger-Spirale oder Welthandelsspirale zeichnet den Rückgang des Warenverkehrs ab.

## Ehrungen
- 1954: Mitglied der American Academy of Arts and Sciences
- 1978: Bernhard-Harms-Preis des Instituts für Weltwirtschaft Kiel[3]
- 1987: Mitglied der American Philosophical Society[4]
- 1992: Korrespondierendes Mitglied der British Academy[5]
- 2002: Benennung eines Asteroiden nach ihm: (42354) Kindleberger

## Veröffentlichungen
- International Short-Term Capital Movements. Columbia University Press, New York 1937
- International Economics. Irwin, Homewood 1953
- Economic Development. McGraw-Hill, New York 1958
- Foreign Trade and the National Economy. Yale University Press, New Haven 1962
- Economic growth in France and Britain, 1851-1950. Harvard University Press, Cambridge 1964
- Europe and the Dollar. M. I. T. Press, Cambridge 1966
- Europe’s Postwar Growth. The Role of Labor Supply. Harvard University Press, Cambridge 1967
- American Business Abroad. Yale University Press, New Haven 1969
- Power and Money. The Economics of International Politics and the Politics of International Economics. Basic Books, New York 1970, ISBN 0465061346
- The Benefits of International Money. In: Journal of International Economics. 2, November 1972, S. 425–442
- The World in Depression. 1929–1939. University of California Press, Berkeley 1973, ISBN 0520024230; überarbeitet und erweitert: Penguin Books, Harmondsworth 1987, ISBN 0140226818
  - Die Weltwirtschaftskrise. 1929–1939. dtv, München 1973, ISBN 3-423-04124-2
- Manias, Panics, and Crashes. A History of Financial Crises. Basic Books, New York 1978, ISBN 0465043801; 4. Auflage: Wiley, New York 2000, ISBN 0471389455; 5. Auflage bearbeitet von Robert Aliber ebd. 2005, ISBN 0471467146
  - Manien – Paniken – Crashs. Die Geschichte der Finanzkrisen dieser Welt. Börsenmedien, Kulmbach 2001, ISBN 3-922669-41-7
    - Volkswirtschaft: Warum Finanzkrisen unvermeidlich sind, Rezension von Martin Hock, Frankfurter Allgemeine Zeitung, 30. September 2008
- A Financial History of Western Europe. Allen & Unwin, London/Boston 1984, ISBN 0043320880
- Historical Economics. Art or Science? University of California Press, Berkeley 1990, ISBN 0520073436
- The Life of an Economist. An Autobiography. B. Blackwell, Cambridge 1991, ISBN 1557861099
- World economic primacy, 1500–1990. Oxford University Press, New York 1996, ISBN 0195099028